# ルシアン・ジョナス
ルシアン・ジョナス（Lucien Hector Jonas、1880年4月8日 - 1947年9月20日）はフランスの画家、イラストレーター、版画家である。第一次世界大戦の戦場を描いた挿絵などで知られる。

## 略歴
ノール県のアンザン(Anzin)で生まれた。父親はベルギーのワロン地域のウージー(Eugies)出身の企業家で蒸留工場を経営していた。美術の才能を示しヴァランシエンヌの画家に学んだ後、パリに出てエコール・デ・ボザールでアルベール・メニャンやレオン・ボナ、アンリ・アルピニーに学んだ。1902年に父親が亡くなった後、アンザンに戻り、実家の仕事を手伝うが、絵を続け、故郷の風景を描いた作品を展覧会に出展した。1905年にサロンで2等を受賞し、ローマ賞を受賞し、1907年に各国の美術館を訪れることのできる旅行奨学金を授与された。1908年に結婚し、家族の肖像画を出展し、肖像画の注文を多く受けるようになった。第一次世界大戦が始まると、召集され、1916年に公式戦争画家に任じられた。1917年頃、連合国の指揮官たちの肖像画を描いた。
第一次世界大戦の戦場で、前線の兵士たちの生活や戦争で破壊された家屋などの風景、フランスの兵士や将校の肖像などをスケッチし、その数は4千点以上になった。それらの作品は週刊の絵入り新聞「イリュストラシオン」などに掲載されてジョナスを有名にした。また反ドイツの多くの宣伝ポスターも制作した。
大戦後のパリの住まいはパリの画家や彫刻家、俳優が集まる場所になった。1922年に劇作家、モリエールの生誕300年を記念して、モリエールの戯曲を演じる、マドレーヌ・ルノーやマリー・ベルといった俳優を描いた版画集を出版するなど、画家として人気を得た。1929年にレジオンドヌール勲章（シュヴァリエ）を受勲した。

## 作品

### 第一次世界大戦を描いた作品

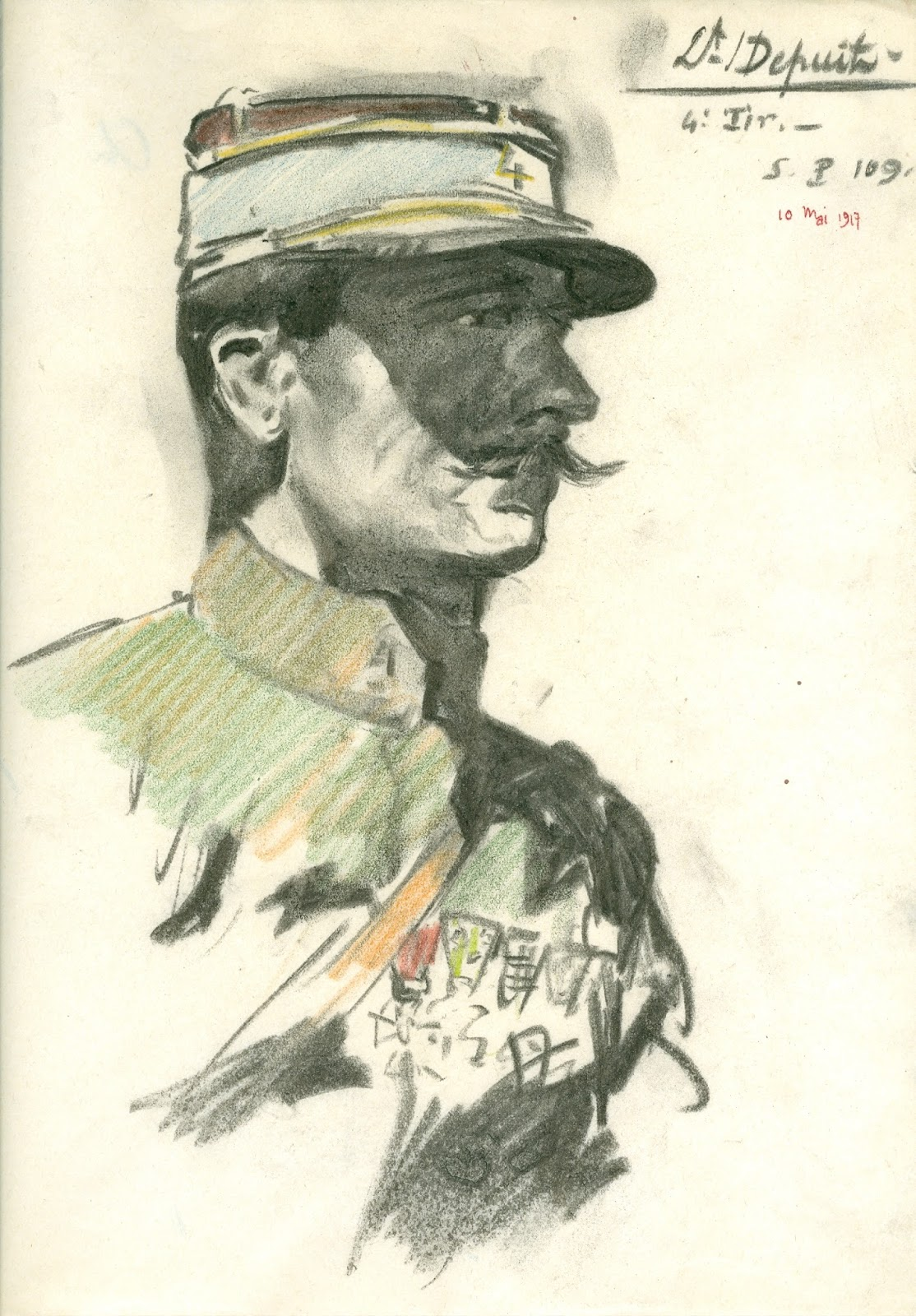
軍人の肖像画
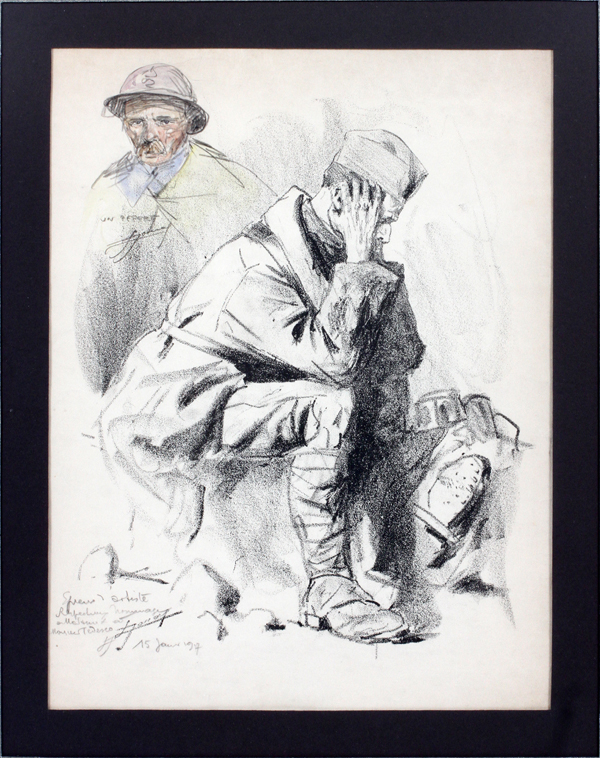
兵士
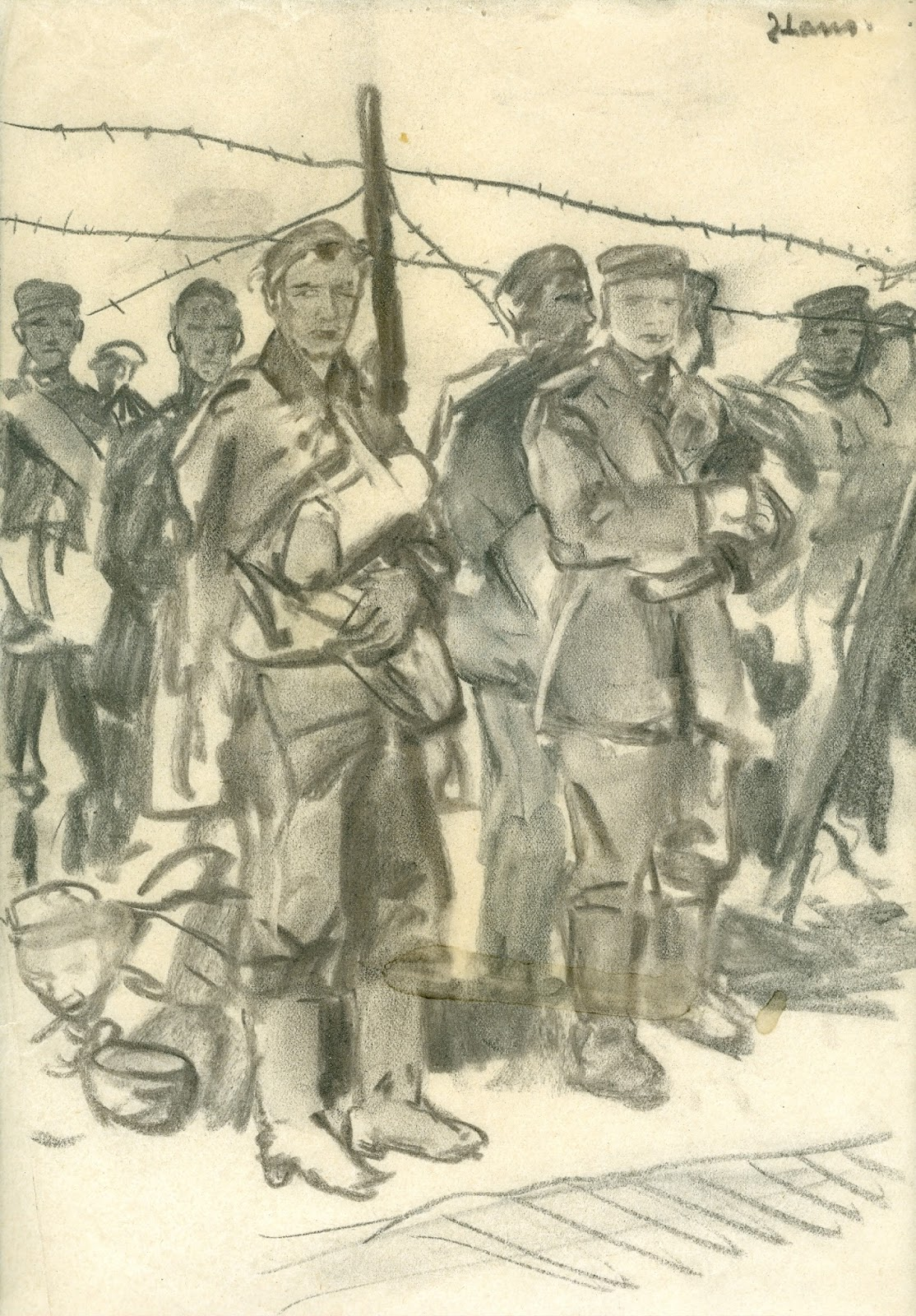
捕虜と鉄条網
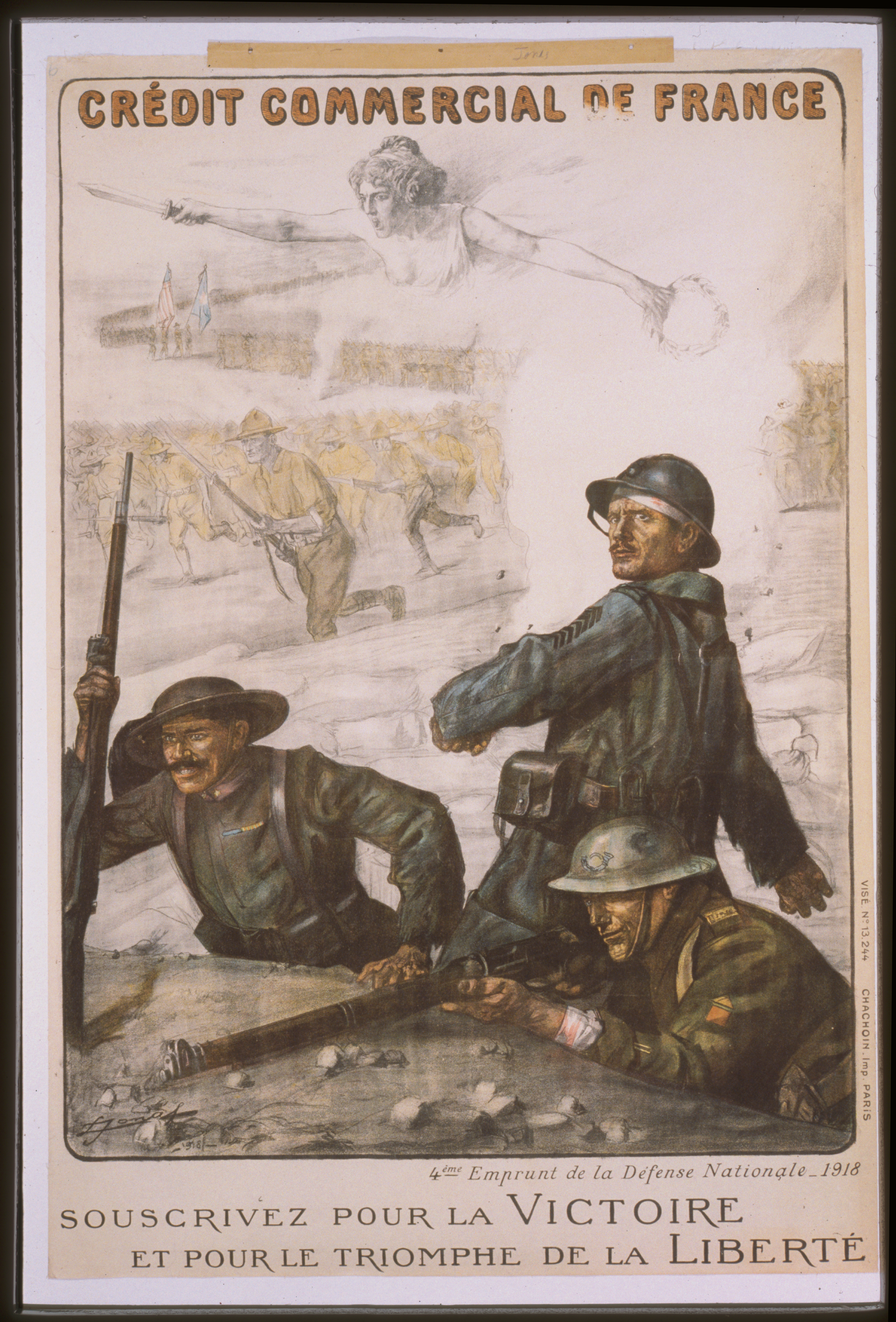
公債募集ポスター

### 風俗画、風景画

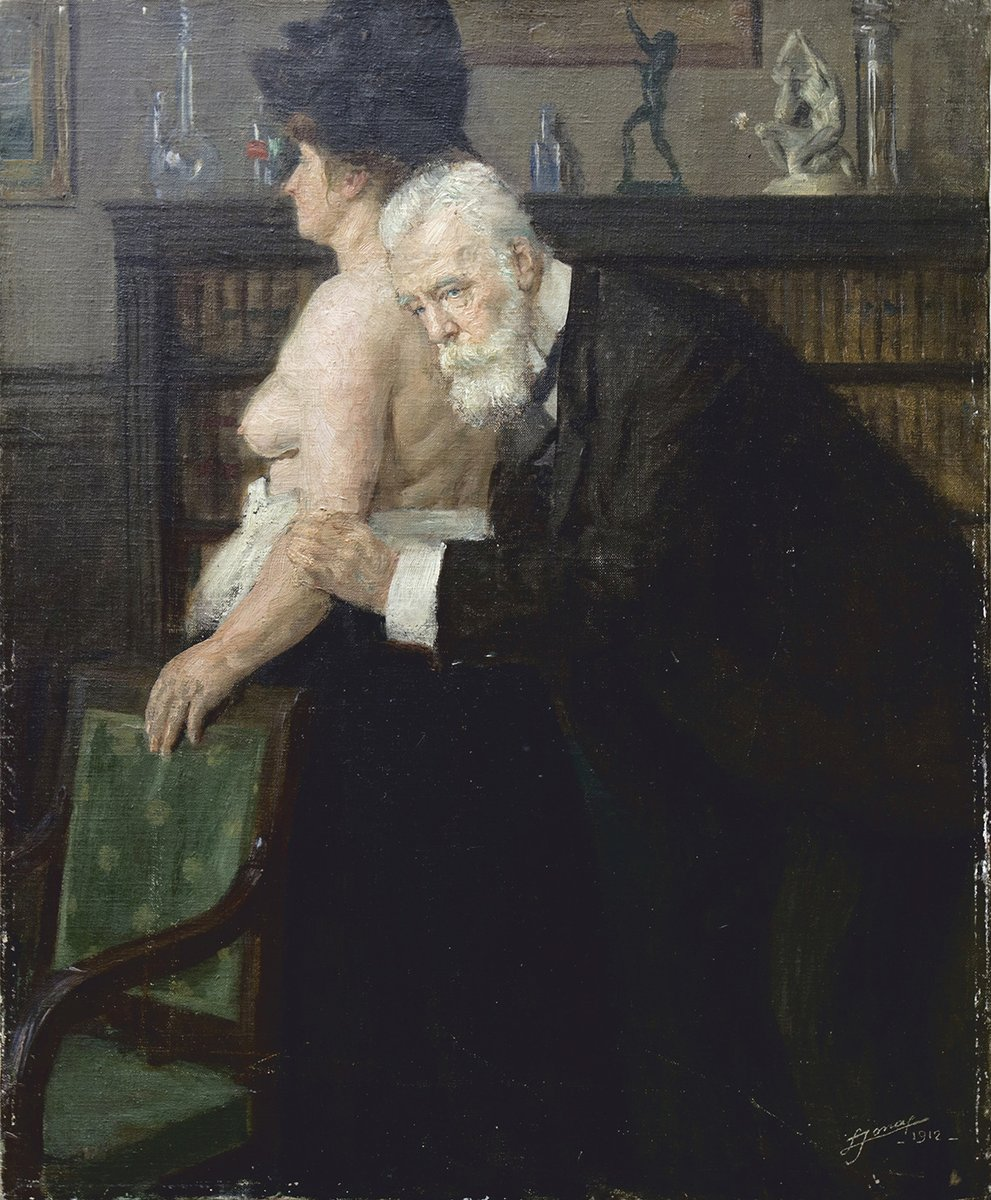
診断
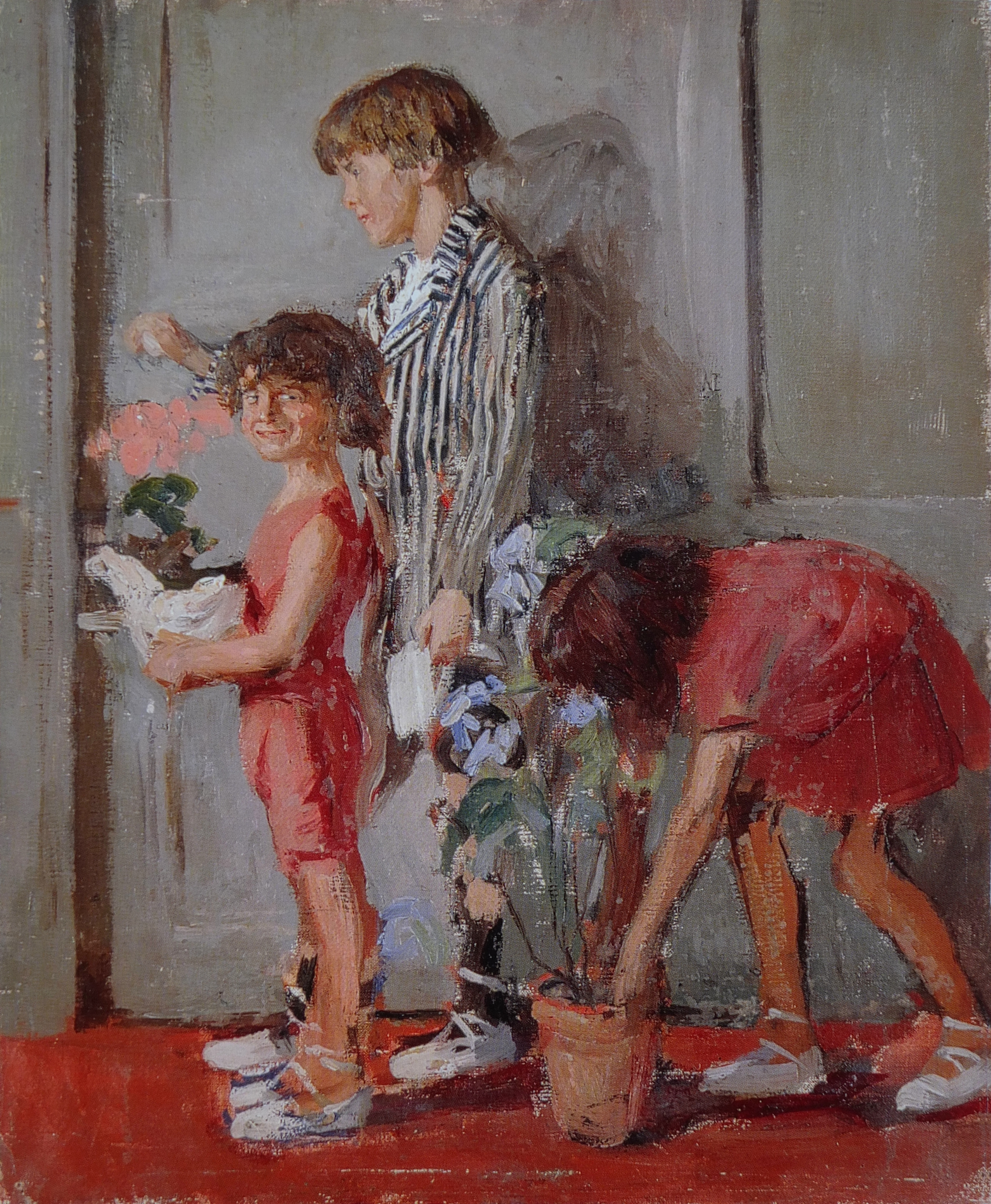
La Sainte Suzanne
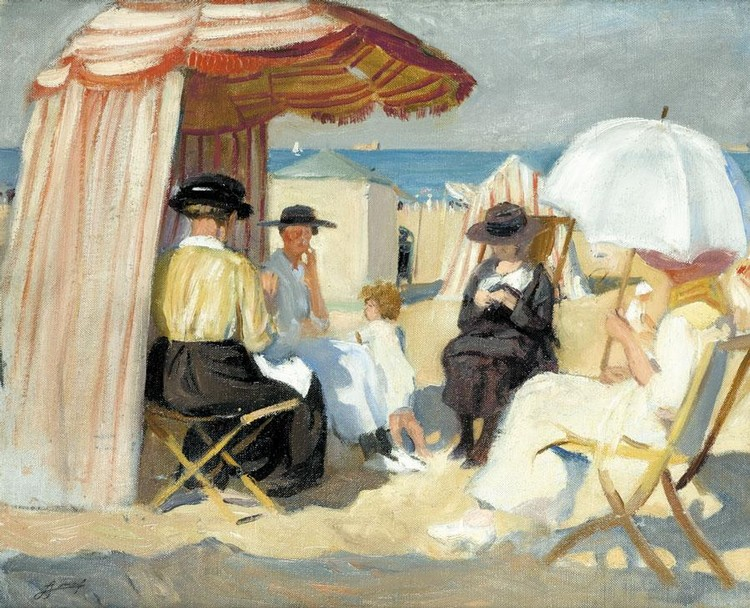
風景画
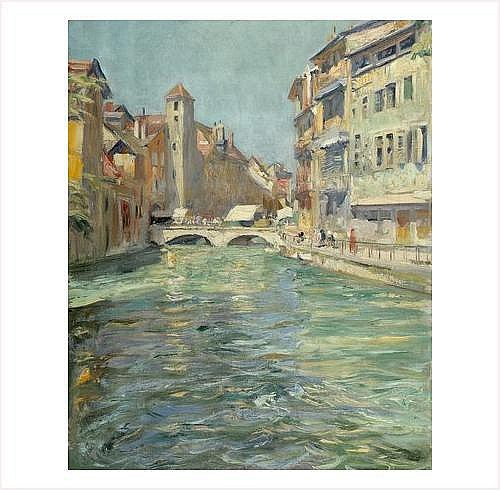
風景画